# Styracosaurus
Styracosaurus ist eine Gattung von Vogelbeckensauriern aus der Gruppe der Ceratopsidae innerhalb der Ceratopsia. Dieser durch sein Nasenhorn und seine Hörner am Rand des Nackenschilds charakterisierte Dinosaurier lebte in der Oberkreide im heutigen Nordamerika.

## Merkmale

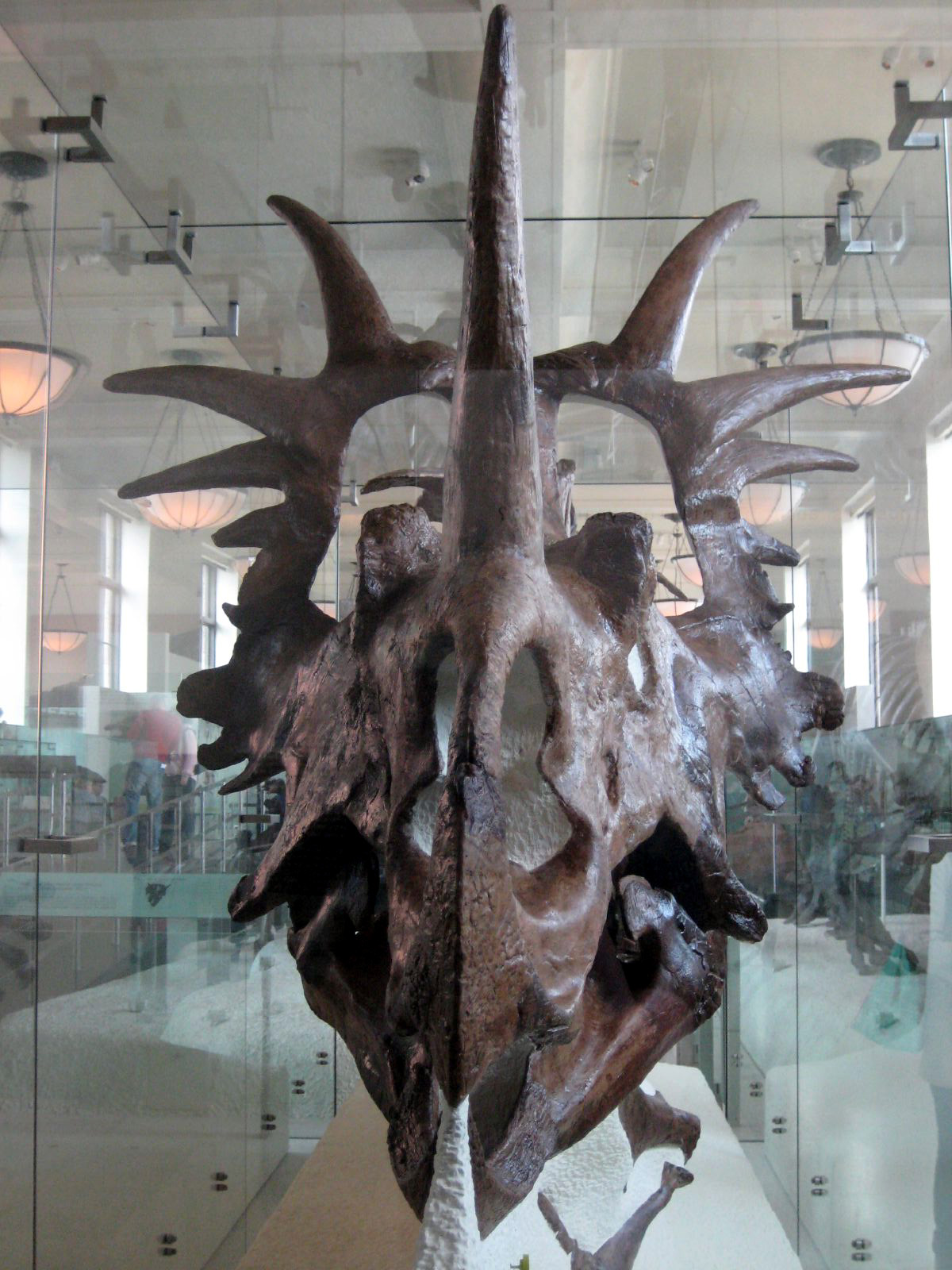
Schädel von Styracosaurus

Styracosaurus erreichte eine Länge von rund 5,5 Metern und ein geschätztes Gewicht von 3 Tonnen, er war damit ein mittelgroßer Ceratopsidae. Sein Körperbau glich dem der übrigen Vertreter dieser Gruppe, es waren stämmige Tiere mit großen, wuchtigen Schädeln und kräftigen Gliedmaßen, wobei die Hinterbeine deutlich länger als die Vorderbeine waren.
Styracosaurus wird zu den Centrosaurinae gerechnet, die durch ein meist langes Nasenhorn, kurze oder fehlende Überaugenhörner und einen kurzen Nackenschild charakterisiert sind. Der Schädel war mit bis zu 2 Metern Länge (einschließlich des Nackenschilds) sehr groß. Die Schnauze war zugespitzt und papageienähnlich, sie wurde wie bei allen Ceratopsia aus dem Rostralknochen (vor dem Oberkiefer) und dem Praedentale (vor dem Unterkiefer) gebildet. Die Wangenregion war ausladend, wodurch der Schädel von oben annähernd dreieckig war. Die Bezahnung bestand wie bei allen Ceratopsidae aus Zahnbatterien, das sind reihenförmig angeordnete Zähne, die bei Abnutzung durch den nachfolgenden Zahn ersetzt wurden. Die Okklusionsflächen des Gebisses standen annähernd senkrecht, was dafür spricht, dass die Zähne vorwiegend für eine schneidende Tätigkeit eingesetzt wurden.
Das Nasenbein trug ein bis zu 50 Zentimeter langes Nasenhorn, das längste bekannte aller Centrosaurinae. Der für die Ceratopsidae typische Nackenschild war aus dem Scheitel- und dem Schuppenbein gebildet und wies zwei paarige Öffnungen auf. Am hinteren Rand des Schildes saßen vier oder sechs lange Stacheln, daneben befanden sich am Schildrand noch weitere kleine knöcherne Höcker oder Stacheln.
Die ersten Halswirbel waren zum Syncervical verschmolzen. Es waren 46 Schwanzwirbel vorhanden, die höchste bekannte Zahl aller Ceratopside. Die Gliedmaßen waren robust gebaut, die Füße kurz und kräftig. Die Vorderfüße trugen fünf und die Hinterfüße vier hufartige Zehen.

## Paläobiologie

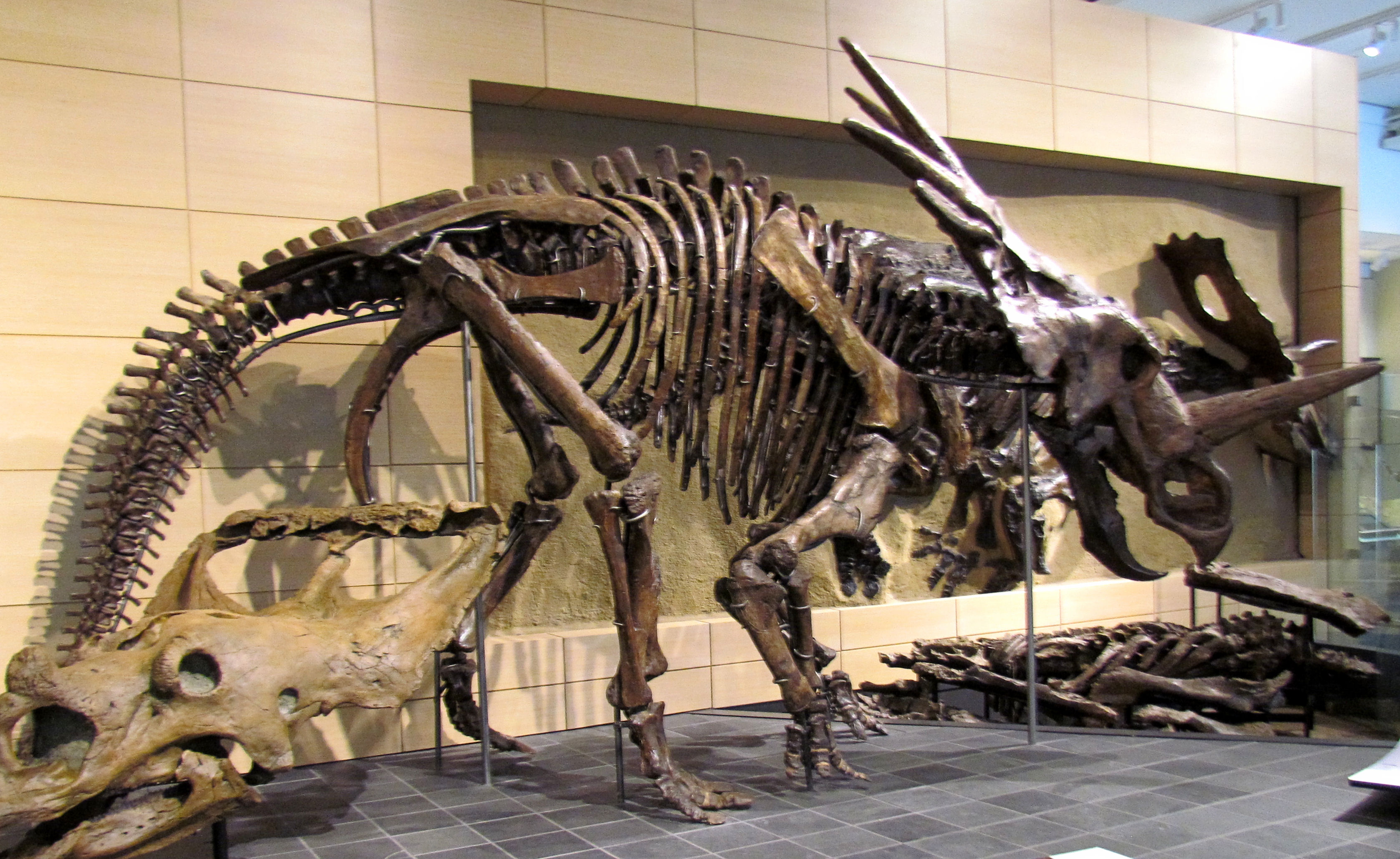
Skelettrekonstruktion von Styracosaurus im Canadian Museum of Nature, Ottawa, Ontario

Die Überreste von Styracosaurus wurden teilweise in bone beds („Knochenlagern“) gefunden, das heißt die Fossilien zahlreicher Tiere aus verschiedenen Altersstufen lagen beieinander. Diese Massenablagerungen könnten ein Hinweise auf ein eventuelles Leben in Verbänden sein; es ist aber auch möglich, dass in Dürreperioden viele ansonsten einzelgängerische Tiere bei Wasserstellen zusammengekommen sind und dort aufgrund des Versiegens der Quelle den Tod fanden.
Hörner und Nackenschilde der Ceratopsidae werden häufig mit der Verteidigung gegenüber Fressfeinden in Zusammenhang gebracht. Die nach hinten ragenden Schildrandhörner dürften jedoch nicht sehr gut für Verteidigungszwecke geeignet gewesen sein. Auch war der Nackenschild zu dünn, um als Schutz vor Nackenbissen zu fungieren. Nach heutiger Sichtweise diente der Kopfschmuck vorrangig der Identifikation der einzelnen Arten sowie der Interaktion mit Artgenossen – entweder durch Zurschaustellung, Drohgebärden oder auch in Kämpfen. Dabei ging es möglicherweise um Reviergrenzen oder Paarungsvorrechte.
Die Zahnbatterien von Styracosaurus mit den senkrechten Okklusionsflächen waren für eine schneidende, nicht aber mahlende Bewegung ausgerichtet. Die zugespitzte Schnauze ist Anzeichen für eine Fähigkeit zur selektiven Nahrungsaufnahme, der Bau des Unterkiefers deutet auf eine hohe Beißkraft hin. Wahrscheinlich ernährte sich dieser Dinosaurier von harten, faserigen Pflanzen.

## Entdeckung und Benennung
Die fossilen Überreste von Styracosaurus stammen aus der Judith-River-Gruppe im westlichen Nordamerika. Die Funde werden in die Oberkreide (spätes Campanium) auf ein Alter von etwa 76 bis 72 Millionen Jahre datiert.
Die Gattung wurde 1913 von Lawrence Lambe anhand eines Fundes in Alberta (Kanada) erstbeschrieben. Der Name leitet sich von den griechischen Wörtern στύραξ/styrax (= „Stachel“) und σαῦρος/sauros (= „Echse“) ab. Typusart ist S. albertensis. 1930 wurde mit S. ovatus eine zweite Art beschrieben, die aus dem US-Bundesstaat Montana stammte. S. ovatus ist nur durch einen Teil des Nackenschildes bekannt, bei dem die Hörner am Schildrand zueinander gebogen waren und nicht voneinander weg wie bei S. albertensis. Insgesamt sind die Funde aber zu dürftig, sodass S. ovatus als nomen dubium galt. 2010 wurde durch McDonald und Horner neues Fossilmaterial beschrieben das die Zuordnung von S. ovatus in eine eigene Gattung (Rubeosaurus) rechtfertigte. Die Gattung Styracosaurus gilt seitdem wieder als monotypisch.

## Systematik
Styracosaurus wird innerhalb der Ceratopsidae in die Unterfamilie der Centrosaurinae eingeordnet. Zusammen mit Centrosaurus (und eventuell der wenig bekannten Gattung Monoclonius) bildet er häufig den Tribus der Centrosaurini.
2015 wurde der Stammbaum der Centrosaurinae von Evans & Ryan (2015) anlässlich der Erstbeschreibung des in Kanada gefundenen Wendiceratops überarbeitet. Demnach stellt Styracosaurus die Schwestergattung zu Coronosaurus dar, das gemeinsame Taxon wird einer Schwestergruppe aus Centrosaurus und Spinops gegenübergestellt. Bei einer phylogenetischen Analyse 2012 wurde er noch als Schwesterart des Coronosaurus betrachtet, der Centrosaurus galt als Schwestertaxon der beiden Gattungen.